# Comuna Malîi Brataliv, Liubar
Malîi Brataliv (în ucraineană Малобраталівська сільська рада) este o comună în raionul Liubar, regiunea Jîtomîr, Ucraina, formată din satele Hrînivți și Malîi Brataliv (reședința).

## Demografie
Componența lingvistică a comunei Malîi Brataliv
     Ucraineană (98,95%)
     Alte limbi (1,05%)
Conform recensământului din 2001, majoritatea populației comunei Malîi Brataliv era vorbitoare de ucraineană (98,95%), existând în minoritate și vorbitori de alte limbi.